# Fay Na
Fay Na hay Fay Nah (* Tk.18 - † 1811), vương hiệu đầy đủ là Brhat Vijaya Raja Khatiya Varman, Vichaiyarat Khattiyawongse, là Vua Champasak dưới quyền tối cao của Siam, cai trị từ năm 1791 đến khi mất năm 1811 .
Fay Na là con trai cả của Chao Phra Ta (Chao Phra Voraphatta), một thành viên của gia đình Suvarnakut. Fay Na từng làm Thống đốc Yasudara, nay là vùng tỉnh Yasothon của Thái Lan. Năm 1791 Vua Siam Rama I bổ nhiệm ông là Thống đốc Hoàng tử (Chao Mueang) và trao danh hiệu là Phra Vijaya Raja Khatiya Varman. Ông lập thủ đô mới tại Ban Kantakoeng, được đổi tên thành Nakhon Champasak, nay là thị trấn Champasak ở tỉnh Champasak của Lào.
Fay Na mất năm 1811, có hai con trai và ba con gái, đều phụng sự Siam.
- Chao Buddha (But), sau là Chao Mueang của Nakhon Phanom.
- Chao Naksha (Nak)
- Chao Nang Dingi (Daeng)
- Chao Nang Daya (Thai)
- Chao Nang Kuni Kaeva (Kone Kaeo)